# Kuwae
Kuwae est une caldeira sous-marine située entre les îles Epi et Tongoa de l’archipel du Vanuatu. La caldeira se situe plus précisément entre le flanc du volcan Tavani Ruru sur Epi et le nord-ouest de Tongoa. Le volcan sous-marin Kerua, l’un des plus actifs au Vanuatu, est situé près du bord nord de la caldeira du Kuwae.
Kuwae est également le nom donné à une ancienne île, située au même endroit que la caldeira, et qui fut détruite par une importante éruption en 1453. Cette île est mentionnée, jusqu'à nos jours, dans l'histoire orale des communautés des îles Shepherd.

## Histoire éruptive

Reconstitution à partir de 54 carottes de glace de la production de sulfate par les volcans depuis 1500 ans

Les îles de Tongoa et Epi formaient anciennement des parties d’une ancienne île appelée Kuwae. Les récits traditionnels locaux parlent d’une éruption cataclysmique qui la sectionna en plusieurs îles nommées Shepherd.
L’effondrement associé à la formation de la caldeira a pu être de 1100 mètres. Autour de 32 à 39 km³ de magma a été éjecté, faisant de l’éruption du Kuwae l’une des plus importantes de ces 10 000 dernières années,  avec une échelle VEI de 6.
Les glaces de carottages effectués dans l’Antarctique et du Groenland ont révélé la marque d’une éruption majeure ou d’une série d’éruptions : un pic de concentration en sulfates qui n’a pas été égalé depuis. Aussi, les analyses de la glaces ont permis de dater l’événement entre la fin 1452 et le début de l’année 1453.
Le volume de matière rejeté est plus de six fois plus important que celui de l’éruption du Pinatubo en 1991 qui a causé un refroidissement sensible de la météo durant les trois années suivantes. Le lien entre le pic de soufre et la caldeira fut remis en question en 2007 par une étude dirigée par Károly Németh proposant la caldeira de Tofua comme alternative possible.

## Activité récente
Depuis l’éruption de +/- 1452, la caldeira du Kawae a connu plusieurs petites éruptions d’une intensité comprise entre 0 et 3. La dernière éruption confirmée a eu lieu durant environ quatre jours à partir du 4 février 1974 et a donné naissance à une nouvelle île.  Ce n’est pas la première fois puisque l’éruption de 1897-1901 forma une île d'1 km de diamètre et de 15 mètres de haut qui disparut au bout de six mois. Celle de 1948–1949 forma une île d’1,6 kilomètre de diamètre et de 100 mètres de hauteur qui disparut en moins d’un an sous l’action des vagues. Elle réapparut en 1959 et pour la dernière fois en 1975. L’activité volcanique est périodique avec la production de fumerolles colorant les eaux.

## Conséquences climatiques de l’éruption de 1452 – 1453
« L’éruption explosive du Kuwae a éjecté 35 kilomètres cubes de matières volcaniques dans l’atmosphère, produisant un nuage de poussières qui parcourut le tour du globe, fit écran au rayonnement solaire et provoqua une baisse de la température mondiale moyenne de 0,7 à 1 °C pendant un à deux ans. D’où le nuage observé à Constantinople comme dans bien d’autres villes du monde. De l’Écosse jusqu’à la Corée, les sources narratives enregistrent les mêmes dérèglements climatiques : on s’inquiète au Caire de l’insuffisance de la crue du Nil et la famine rôde à Moscou. Plus nombreuses encore, et toujours convergentes, sont les mentions des chroniques chinoises (il neige quarante jours de suite au sud du fleuve Jaune) qui permettent de dater la catastrophe : 1452. »